# Ana Sofia Carlota de Brandemburgo-Schwedt
Ana Sofia Carlota de Brandemburgo-Schwedt (em alemão:  Anne Sophie Charlotte; Berlim, 22 de dezembro de 1706 – Sangerhausen, 6 de janeiro de 1751) foi uma nobre alemã. Ela foi duquesa consorte de Saxe-Eisenach pelo seu casamento com Guilherme Henrique, Duque de Saxe-Eisenach.

## Família
Ana foi a primeira filha e terceira criança nascida de Alberto Frederico, Marquês de Brandemburgo-Schwedt e de sua esposa, Maria Doroteia Kettler.
Os seus avós paternos eram Frederico Guilherme, Eleitor de Brandemburgo e Sofia Doroteia de Eslésvico-Holsácia-Sonderburgo-Glucksburgo, sua segunda esposa. Os seus avós maternos eram Frederico Casimiro Kettler, duque da Curlândia e Semigália e Sofia Amália de Nassau-Siegen, sua primeira esposa.

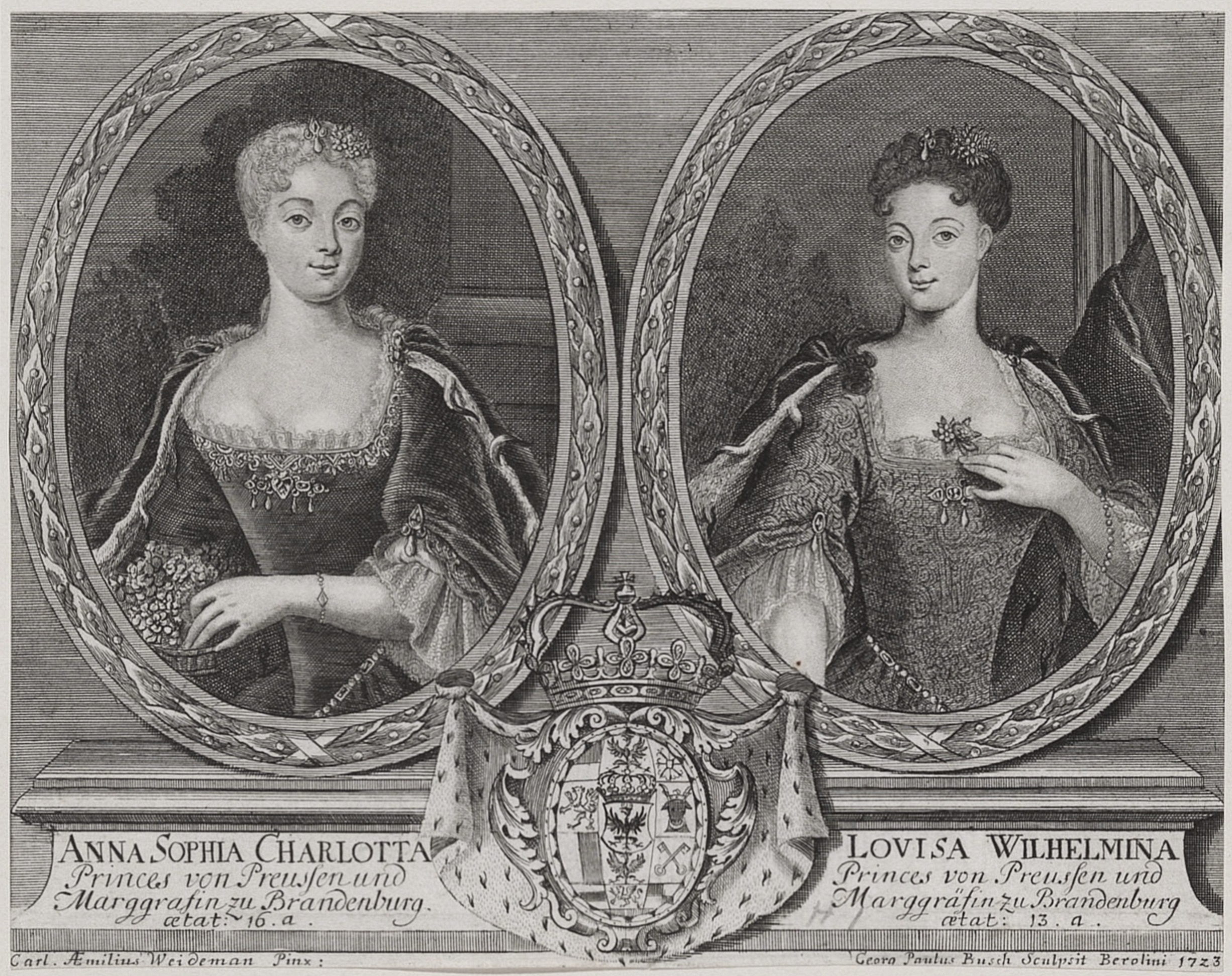
Ana Sofia Carlota e sua irmã, Luísa Guilhermina, em gravura de autoria de Georg Paul Busch, feita em 1723, baseada no original anterior de Karl Emil Weideman.

Ela teve dois irmãos mais velhos: Frederico, que morreu ainda criança, e Carlos Frederico Alberto, grão-mestre da Ordem de São João, ramo dos Cavaleiros Hospitalários. Também teve quatro irmãos mais novos: Luísa Guilhermina, que morreu jovem; o marquês Frederico, que serviu no exército~neerlandês e depois no prussiano, foi cavaleiro da Ordem de São João, e faleceu durante a Batalha de Mollwitz; Albertina, esposa do príncipe Vítor Frederico de Anhalt-Bernburgo, e Frederico Guilherme, um general e comandante.

## Biografia
No dia 3 de junho de 1723, aos 16 anos, Ana Sofia Carlota casou-se com Guilherme Henrique, de 31 anos de idade, como sua segunda esposa. Ele era o primogênito de João Guilherme III, Duque de Saxe-Eisenach e de sua primeira esposa, Amália de Nassau-Dietz. Ele já tinha sido casado uma vez antes, com Albertina Juliana de Nassau-Idstein, mas não teve filhos com ela.
Com a ascensão do marido ao título de duque, Ana Sofia Carlota tornou-se a nova duquesa em 14 de janeiro de 1729.
O duque faleceu em 26 de julho de 1741, mas a duquesa viúva não se casou novamente. O casal não teve filhos, e por isso o ducado foi herdado por um parente do marido, Ernesto Augusto.
Ana Sofia Carlota faleceu em 6 de janeiro de 1751, aos 44 anos de idade, e foi enterrada na cidade de Halle, hoje na Saxônia-Anhalt.